# Pseudebulea
Pseudebulea là một chi bướm đêm thuộc họ Crambidae.

## Các loài
- Pseudebulea fentoni Butler, 1881
- Pseudebulea hainanensis Munroe & Mutuura, 1968
- Pseudebulea kuatunensis Munroe & Mutuura, 1968
- Pseudebulea lungtanensis Munroe & Mutuura, 1968